# Список астероїдів (12301—12400)
| Назва                                  | Тимчасове позначення | Дата відкриття    | Місце відкриття                    | Відкривач                    |
| -------------------------------------- | -------------------- | ----------------- | ---------------------------------- | ---------------------------- |
| 12301 Етвеш (Eotvos)                   | 1991 RR12            | 4 вересня 1991    | Обсерваторія Ла-Сілья              | Ерік Вальтер Ельст           |
| (12302) 1991 RV17                      | 1991 RV17            | 13 вересня 1991   | Паломарська обсерваторія           | Генрі Гольт                  |
| (12303) 1991 RB24                      | 1991 RB24            | 11 вересня 1991   | Паломарська обсерваторія           | Генрі Гольт                  |
| (12304) 1991 SR1                       | 1991 SR1             | 19 вересня 1991   | Обсерваторія Кійосато              | Сатору Отомо                 |
| (12305) 1991 TE1                       | 1991 TE1             | 12 жовтня 1991    | Обсерваторія Сайдинг-Спрінг        | Роберт Макнот                |
| 12306 Пібронштейн (Pebronstein)        | 1991 TM14            | 7 жовтня 1991     | Паломарська обсерваторія           | С. де Сен-Енян               |
| (12307) 1991 UA                        | 1991 UA              | 18 жовтня 1991    | Обсерваторія Кушіро                | Сейджі Уеда, Хіроші Канеда   |
| (12308) 1991 VB5                       | 1991 VB5             | 4 листопада 1991  | Обсерваторія Дінік                 | Ацуші Суґіе                  |
| 12309 Томміграв (Tommygrav)            | 1992 DD3             | 25 лютого 1992    | Обсерваторія Кітт-Пік              | Spacewatch                   |
| 12310 Лондонраціо (Londontario)        | 1992 DE4             | 29 лютого 1992    | Обсерваторія Кітт-Пік              | Spacewatch                   |
| 12311 Інґемір (Ingemyr)                | 1992 EO6             | 1 березня 1992    | Обсерваторія Ла-Сілья              | UESAC                        |
| 12312 Vate                             | 1992 EM8             | 2 березня 1992    | Обсерваторія Ла-Сілья              | UESAC                        |
| (12313) 1992 EX10                      | 1992 EX10            | 6 березня 1992    | Обсерваторія Ла-Сілья              | UESAC                        |
| (12314) 1992 EE14                      | 1992 EE14            | 2 березня 1992    | Обсерваторія Ла-Сілья              | UESAC                        |
| (12315) 1992 FA2                       | 1992 FA2             | 28 березня 1992   | Обсерваторія Кушіро                | Сейджі Уеда, Хіроші Канеда   |
| (12316) 1992 HG                        | 1992 HG              | 27 квітня 1992    | Обсерваторія Кійосато              | Сатору Отомо                 |
| 12317 Медікемпбелл (Madicampbell)      | 1992 HH1             | 24 квітня 1992    | Обсерваторія Кітт-Пік              | Spacewatch                   |
| 12318 Кестнер (Kastner)                | 1992 HD7             | 30 квітня 1992    | Обсерваторія Карла Шварцшильда     | Ф. Бернґен                   |
| (12319) 1992 PC                        | 1992 PC              | 2 серпня 1992     | Гарвардська обсерваторія           | Обсерваторія Ок-Ридж         |
| 12320 Лошмідт (Loschmidt)              | 1992 PH1             | 8 серпня 1992     | Коссоль                            | Ерік Вальтер Ельст           |
| 12321 Зураковскі (Zurakowski)          | 1992 PZ1             | 4 серпня 1992     | Паломарська обсерваторія           | Генрі Гольт                  |
| (12322) 1992 QW                        | 1992 QW              | 31 серпня 1992    | Паломарська обсерваторія           | Е. Гелін                     |
| 12323 Haeckel                          | 1992 RX              | 4 вересня 1992    | Обсерваторія Карла Шварцшильда     | Ф. Бернґен, Лутц Шмадель     |
| 12324 ван Ромпей (Van Rompaey)         | 1992 RS3             | 2 вересня 1992    | Обсерваторія Ла-Сілья              | Ерік Вальтер Ельст           |
| (12325) 1992 RH7                       | 1992 RH7             | 2 вересня 1992    | Обсерваторія Ла-Сілья              | Ерік Вальтер Ельст           |
| 12326 Сірасакі (Shirasaki)             | 1992 SF              | 21 вересня 1992   | Обсерваторія Кітамі                | Кін Ендате, Кадзуро Ватанабе |
| 12327 Тербрюґґен (Terbruggen)          | 1992 SX1             | 21 вересня 1992   | Обсерваторія Карла Шварцшильда     | Лутц Шмадель, Ф. Бернґен     |
| (12328) 1992 SK13                      | 1992 SK13            | 26 вересня 1992   | Обсерваторія Дінік                 | Ацуші Суґіе                  |
| 12329 Ліберман (Liebermann)            | 1992 SR23            | 23 вересня 1992   | Обсерваторія Карла Шварцшильда     | Ф. Бернґен                   |
| (12330) 1992 UX2                       | 1992 UX2             | 25 жовтня 1992    | Обсерваторія Уенохара              | Нобухіро Кавасато            |
| (12331) 1992 UH6                       | 1992 UH6             | 31 жовтня 1992    | Обсерваторія Уенохара              | Нобухіро Кавасато            |
| (12332) 1992 UJ6                       | 1992 UJ6             | 31 жовтня 1992    | Обсерваторія Уенохара              | Нобухіро Кавасато            |
| (12333) 1992 WJ2                       | 1992 WJ2             | 18 листопада 1992 | Обсерваторія Кушіро                | Сейджі Уеда, Хіроші Канеда   |
| (12334) 1992 WD3                       | 1992 WD3             | 18 листопада 1992 | Обсерваторія Дінік                 | Ацуші Суґіе                  |
| (12335) 1992 WJ3                       | 1992 WJ3             | 21 листопада 1992 | Обсерваторія Ґейсей                | Тсутому Секі                 |
| (12336) 1992 WO3                       | 1992 WO3             | 23 листопада 1992 | Обсерваторія Ніхондайра            | Такеші Урата                 |
| (12337) 1992 WV3                       | 1992 WV3             | 24 листопада 1992 | Обсерваторія Яцуґатаке-Кобутізава  | Йошіо Кушіда, Осаму Мурамацу |
| (12338) 1992 XE                        | 1992 XE              | 14 грудня 1992    | Обсерваторія Кійосато              | Сатору Отомо                 |
| 12339 Карлу (Carloo)                   | 1992 YW1             | 18 грудня 1992    | Коссоль                            | Ерік Вальтер Ельст           |
| 12340 Сталле (Stalle)                  | 1992 YJ2             | 18 грудня 1992    | Коссоль                            | Ерік Вальтер Ельст           |
| 12341 Келевуе (Calevoet)               | 1993 BN4             | 27 січня 1993     | Коссоль                            | Ерік Вальтер Ельст           |
| 12342 Кудохмічіко (Kudohmichiko)       | 1993 BL12            | 30 січня 1993     | Обсерваторія Яцуґатаке-Кобутізава  | Йошіо Кушіда, Осаму Мурамацу |
| 12343 Мартінбіч (Martinbeech)          | 1993 DT1             | 26 лютого 1993    | Обсерваторія Кітт-Пік              | Spacewatch                   |
| (12344) 1993 FB1                       | 1993 FB1             | 18 березня 1993   | Обсерваторія Хідака                | Сейдзі Шіраї, Шудзі Хаякава  |
| (12345) 1993 FT8                       | 1993 FT8             | 17 березня 1993   | Обсерваторія Ла-Сілья              | UESAC                        |
| (12346) 1993 FK25                      | 1993 FK25            | 21 березня 1993   | Обсерваторія Ла-Сілья              | UESAC                        |
| (12347) 1993 FW37                      | 1993 FW37            | 19 березня 1993   | Обсерваторія Ла-Сілья              | UESAC                        |
| (12348) 1993 FX40                      | 1993 FX40            | 19 березня 1993   | Обсерваторія Ла-Сілья              | UESAC                        |
| (12349) 1993 GO                        | 1993 GO              | 14 квітня 1993    | Обсерваторія Дінік                 | Ацуші Суґіе                  |
| 12350 Фейхтванґер (Feuchtwanger)       | 1993 HA6             | 23 квітня 1993    | Обсерваторія Карла Шварцшильда     | Ф. Бернґен                   |
| (12351) 1993 JD                        | 1993 JD              | 14 травня 1993    | Обсерваторія Кійосато              | Сатору Отомо                 |
| 12352 Джейпякобсен (Jepejacobsen)      | 1993 OX6             | 20 липня 1993     | Обсерваторія Ла-Сілья              | Ерік Вальтер Ельст           |
| (12353) 1993 OR9                       | 1993 OR9             | 20 липня 1993     | Обсерваторія Ла-Сілья              | Ерік Вальтер Ельст           |
| 12354 Геммерехтс (Hemmerechts)         | 1993 QD3             | 18 серпня 1993    | Коссоль                            | Ерік Вальтер Ельст           |
| (12355) 1993 QU3                       | 1993 QU3             | 18 серпня 1993    | Коссоль                            | Ерік Вальтер Ельст           |
| 12356 Карлшеєле (Carlscheele)          | 1993 RM14            | 15 вересня 1993   | Обсерваторія Ла-Сілья              | Ерік Вальтер Ельст           |
| 12357 Тояко (Toyako)                   | 1993 ST1             | 16 вересня 1993   | Обсерваторія Кітамі                | Кін Ендате, Кадзуро Ватанабе |
| 12358 Адзурра (Azzurra)                | 1993 SO2             | 22 вересня 1993   | Обсерваторія Санта Лючія Стронконе | Антоніо Ваньоцці             |
| 12359 Кеджіґел (Cajigal)               | 1993 SN3             | 22 вересня 1993   | Мерида (Венесуела)                 | Орландо Наранхо              |
| 12360 Уніландес (Unilandes)            | 1993 SQ3             | 22 вересня 1993   | Мерида (Венесуела)                 | Орландо Наранхо              |
| (12361) 1993 TB                        | 1993 TB              | 9 жовтня 1993     | Обсерваторія Уенохара              | Нобухіро Кавасато            |
| 12362 Мумурик (Mumuryk)                | 1993 TS1             | 15 жовтня 1993    | Обсерваторія Кітамі                | Кін Ендате, Кадзуро Ватанабе |
| 12363 Марінмаре (Marinmarais)          | 1993 TA24            | 9 жовтня 1993     | Обсерваторія Ла-Сілья              | Ерік Вальтер Ельст           |
| 12364 Асадаґурю (Asadagouryu)          | 1993 XQ1             | 15 грудня 1993    | Обсерваторія Оїдзумі               | Такао Кобаяші                |
| 12365 Йосітокі (Yoshitoki)             | 1993 YD              | 17 грудня 1993    | Обсерваторія Оїдзумі               | Такао Кобаяші                |
| 12366 Луїальфа (Luisapla)              | 1994 CD8             | 8 лютого 1994     | Мерида (Венесуела)                 | Орландо Наранхо              |
| 12367 Ориньюс (Ourinhos)               | 1994 CN8             | 8 лютого 1994     | Мерида (Венесуела)                 | Орландо Наранхо              |
| 12368 Мютсарс (Mutsaers)               | 1994 CM11            | 7 лютого 1994     | Обсерваторія Ла-Сілья              | Ерік Вальтер Ельст           |
| 12369 Піранделло (Pirandello)          | 1994 CJ16            | 8 лютого 1994     | Обсерваторія Ла-Сілья              | Ерік Вальтер Ельст           |
| 12370 Кагеясу (Kageyasu)               | 1994 GB9             | 11 квітня 1994    | Обсерваторія Кушіро                | Сейджі Уеда, Хіроші Канеда   |
| (12371) 1994 GL9                       | 1994 GL9             | 14 квітня 1994    | Обсерваторія Кійосато              | Сатору Отомо                 |
| 12372 Кагесуке (Kagesuke)              | 1994 JF              | 6 травня 1994     | Обсерваторія Оїдзумі               | Такао Кобаяші                |
| 12373 Ленсармстронг (Lancearmstrong)   | 1994 JE9             | 15 травня 1994    | Паломарська обсерваторія           | С. де Сен-Енян               |
| 12374 Ракат (Rakhat)                   | 1994 JG9             | 15 травня 1994    | Паломарська обсерваторія           | С. де Сен-Енян               |
| (12375) 1994 NO1                       | 1994 NO1             | 8 липня 1994      | Коссоль                            | Ерік Вальтер Ельст           |
| (12376) 1994 NW1                       | 1994 NW1             | 8 липня 1994      | Коссоль                            | Ерік Вальтер Ельст           |
| (12377) 1994 PP                        | 1994 PP              | 11 серпня 1994    | Паломарська обсерваторія           | Е. Гелін                     |
| (12378) 1994 PK1                       | 1994 PK1             | 15 серпня 1994    | Обсерваторія Сайдинг-Спрінг        | Роберт Макнот                |
| 12379 Тулін (Thulin)                   | 1994 PQ11            | 10 серпня 1994    | Обсерваторія Ла-Сілья              | Ерік Вальтер Ельст           |
| 12380 Шаша (Sciascia)                  | 1994 PB14            | 10 серпня 1994    | Обсерваторія Ла-Сілья              | Ерік Вальтер Ельст           |
| 12381 Хугоклаус (Hugoclaus)            | 1994 PH30            | 12 серпня 1994    | Обсерваторія Ла-Сілья              | Ерік Вальтер Ельст           |
| 12382 Ніагара-Фоллс (Niagara Falls)    | 1994 SO5             | 28 вересня 1994   | Обсерваторія Кітт-Пік              | Spacewatch                   |
| 12383 Ебосі (Eboshi)                   | 1994 TF1             | 2 жовтня 1994     | Обсерваторія Кітамі                | Кін Ендате, Кадзуро Ватанабе |
| 12384 Луїджімартелла (Luigimartella)   | 1994 TC2             | 10 жовтня 1994    | Коллеверде ді Ґвідонія             | Вінченцо Касуллі             |
| (12385) 1994 UO                        | 1994 UO              | 31 жовтня 1994    | Обсерваторія Оїдзумі               | Такао Кобаяші                |
| 12386 Ніколова (Nikolova)              | 1994 UK5             | 28 жовтня 1994    | Обсерваторія Кітт-Пік              | Spacewatch                   |
| 12387 Томокофудзівара (Tomokofujiwara) | 1994 UT11            | 28 жовтня 1994    | Обсерваторія Кітамі                | Кін Ендате, Кадзуро Ватанабе |
| 12388 Кікунокай (Kikunokai)            | 1994 VT6             | 1 листопада 1994  | Обсерваторія Кітамі                | Кін Ендате, Кадзуро Ватанабе |
| (12389) 1994 WU                        | 1994 WU              | 25 листопада 1994 | Обсерваторія Оїдзумі               | Такао Кобаяші                |
| (12390) 1994 WB1                       | 1994 WB1             | 27 листопада 1994 | Обсерваторія Оїдзумі               | Такао Кобаяші                |
| 12391 Екоадахі (Ecoadachi)             | 1994 WE2             | 26 листопада 1994 | Обсерваторія Кітамі                | Кін Ендате, Кадзуро Ватанабе |
| (12392) 1994 WR2                       | 1994 WR2             | 30 листопада 1994 | Обсерваторія Оїдзумі               | Такао Кобаяші                |
| (12393) 1994 YC1                       | 1994 YC1             | 28 грудня 1994    | Обсерваторія Оїдзумі               | Такао Кобаяші                |
| (12394) 1995 BQ                        | 1995 BQ              | 23 січня 1995     | Обсерваторія Оїдзумі               | Такао Кобаяші                |
| 12395 Річнельсон (Richnelson)          | 1995 CD2             | 8 лютого 1995     | Обсерваторія Сайдинг-Спрінг        | Девід Ашер                   |
| 12396 Amyphillips                      | 1995 DL1             | 24 лютого 1995    | Огляд Каталіна                     | Карл Гердженротер            |
| 12397 Петербраун (Peterbrown)          | 1995 FV14            | 27 березня 1995   | Обсерваторія Кітт-Пік              | Spacewatch                   |
| 12398 Пікгарт (Pickhardt)              | 1995 KJ3             | 25 травня 1995    | Обсерваторія Кітт-Пік              | Spacewatch                   |
| 12399 Бартоліні (Bartolini)            | 1995 OD              | 19 липня 1995     | Обсерваторія Пістоїєзе             | Андреа Боаттіні, Лучано Тезі |
| 12400 Катумару (Katumaru)              | 1995 OA1             | 28 липня 1995     | Обсерваторія Наніо                 | Томімару Окуні               |

| ← Астероїди 10001—20000 → |             |             |             |             |             |             |             |             |             |
| 10001—10100               | 11001—11100 | 12001—12100 | 13001—13100 | 14001—14100 | 15001—15100 | 16001—16100 | 17001—17100 | 18001—18100 | 19001—19100 |
| 10101—10200               | 11101—11200 | 12101—12200 | 13101—13200 | 14101—14200 | 15101—15200 | 16101—16200 | 17101—17200 | 18101—18200 | 19101—19200 |
| 10201—10300               | 11201—11300 | 12201—12300 | 13201—13300 | 14201—14300 | 15201—15300 | 16201—16300 | 17201—17300 | 18201—18300 | 19201—19300 |
| 10301—10400               | 11301—11400 | 12301—12400 | 13301—13400 | 14301—14400 | 15301—15400 | 16301—16400 | 17301—17400 | 18301—18400 | 19301—19400 |
| 10401—10500               | 11401—11500 | 12401—12500 | 13401—13500 | 14401—14500 | 15401—15500 | 16401—16500 | 17401—17500 | 18401—18500 | 19401—19500 |
| 10501—10600               | 11501—11600 | 12501—12600 | 13501—13600 | 14501—14600 | 15501—15600 | 16501—16600 | 17501—17600 | 18501—18600 | 19501—19600 |
| 10601—10700               | 11601—11700 | 12601—12700 | 13601—13700 | 14601—14700 | 15601—15700 | 16601—16700 | 17601—17700 | 18601—18700 | 19601—19700 |
| 10701—10800               | 11701—11800 | 12701—12800 | 13701—13800 | 14701—14800 | 15701—15800 | 16701—16800 | 17701—17800 | 18701—18800 | 19701—19800 |
| 10801—10900               | 11801—11900 | 12801—12900 | 13801—13900 | 14801—14900 | 15801—15900 | 16801—16900 | 17801—17900 | 18801—18900 | 19801—19900 |
| 10901—11000               | 11901—12000 | 12901—13000 | 13901—14000 | 14901—15000 | 15901—16000 | 16901—17000 | 17901—18000 | 18901—19000 | 19901—20000 |